# Stanisław Piotrowicz

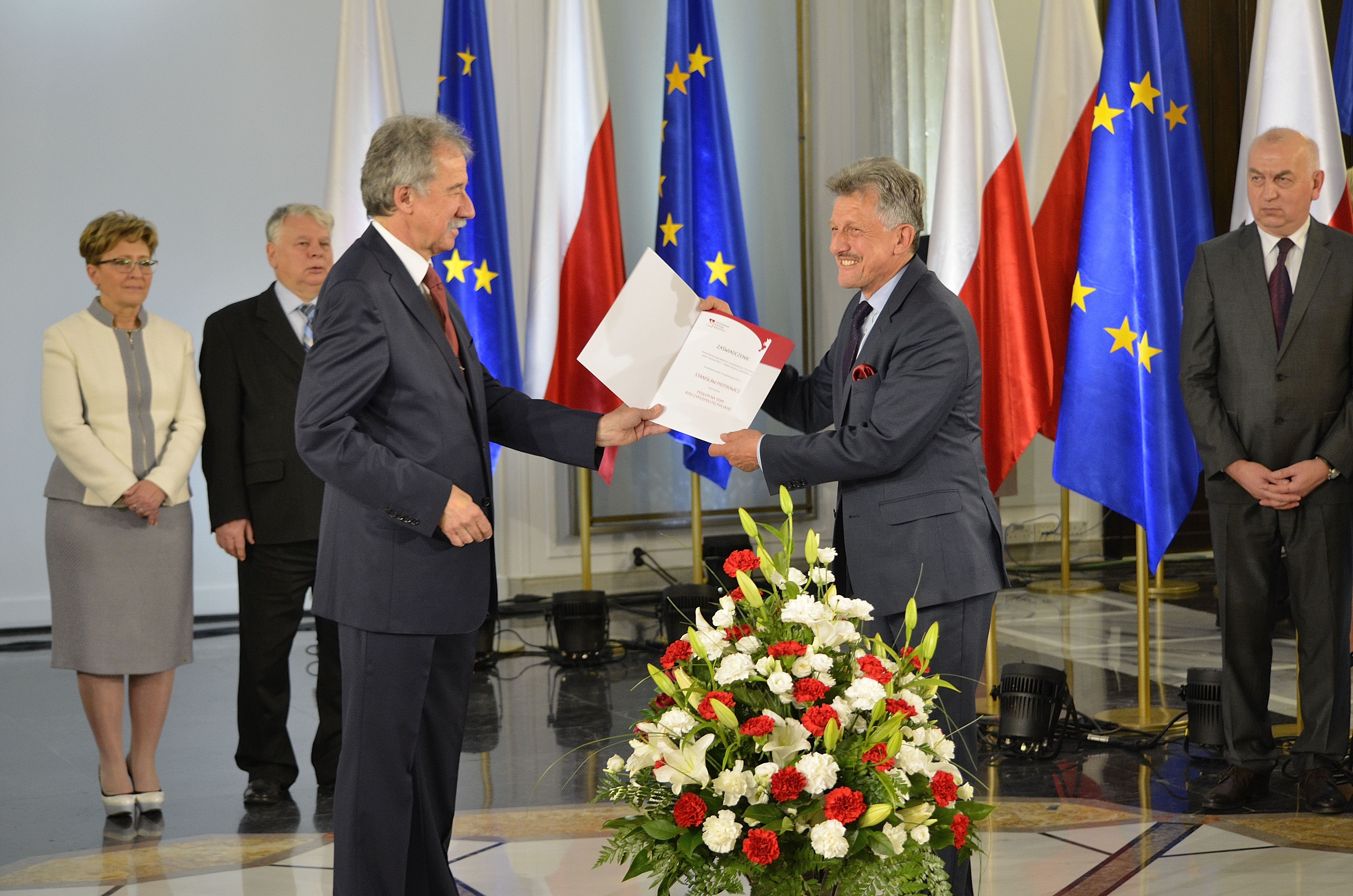
Stanisław Piotrowicz odbierający z rąk przewodniczącego Państwowej Komisji Wyborczej Wojciecha Hermelińskiego zaświadczenie o wyborze na posła VIII kadencji Sejmu (2015)

Stanisław Piotrowicz (ur. 19 lipca 1952 w Bochni) – polski polityk, prokurator, senator VI i VII kadencji, poseł na Sejm VII i VIII kadencji, w 2007 sekretarz stanu w Kancelarii Prezesa Rady Ministrów, sędzia Trybunału Konstytucyjnego z kadencją od 5 grudnia 2019.

## Życiorys
W 1976 ukończył studia na Wydziale Prawa i Administracji Uniwersytetu Jagiellońskiego w Krakowie. W latach 1976–1978 odbył aplikację prokuratorską, po czym w 1978 zdał egzamin prokuratorski.
W 1976 rozpoczął pracę w Prokuraturze Rejonowej w Dębicy, następnie w 1980 został przeniesiony do Prokuratury Wojewódzkiej w Krośnie. Od 1978 należał do Polskiej Zjednoczonej Partii Robotniczej. Był członkiem egzekutywy PZPR w Prokuraturze Wojewódzkiej i Rejonowej w Krośnie, a także kierownikiem szkolenia partyjnego i społecznym inspektorem pracy. Podczas stanu wojennego był autorem aktu oskarżenia przeciwko działaczowi opozycji Antoniemu Pikulowi, oskarżonemu o kolportaż wydawnictw drugiego obiegu. W treści aktu napisano m.in.: „W świetle materiałów dowodowych wyjaśnienia oskarżonego nie brzmią przekonywająco. Dokonane ustalenia pozwalają stwierdzić, że Antoni Pikul, podczas obowiązywania stanu wojennego, dopuścił się przestępstwa […]. Skierowanie aktu oskarżenia przeciwko Antoniemu Pikulowi należy uznać za zasadne”. Po upublicznieniu tej sprawy w 2013 Stanisław Piotrowicz stwierdził, że dążył do umorzenia tego postępowania. Według relacji Stanisława Piotrowicza, po tym, gdy trafiła do niego sprawa opozycjonisty Antoniego Pikula, nawiązał on współpracę z obrońcą oskarżonego Stanisławem Zającem i wspólnie mieli ustalić taką linię działania, by była ona najkorzystniejsza dla oskarżonego. Wskutek tych działań sprawa miała wrócić do prokuratury w Jaśle, natomiast tam zdecydowano przekazać ją prokuraturze wojskowej w Rzeszowie, gdzie sprawę umorzono, a Stanisław Piotrowicz jest do dziś przekonany, że znaczny wpływ miał na to protokół, który wcześniej sporządził. Stanisław Zając po upublicznieniu tej sprawy już nie żył, więc nie mógł potwierdzić relacji Stanisława Piotrowicza, natomiast głos związany z tą sprawą zabrał też Aleksander Bentkowski, który jako minister sprawiedliwości w rządzie Tadeusza Mazowieckiego powołał Stanisława Piotrowicza w 1990 na szefa prokuratury rejonowej w Krośnie. Wspominając kulisy owego powołania, Aleksander Bentkowski ujawnił, że w związku z tym zasięgnął opinii Stanisława Zająca właśnie, który o Stanisławie Piotrowiczu miał wyrażać się pozytywnie i powiedzieć, że spokojnie można go powołać na to stanowisko, twierdząc, że to porządny człowiek. Sam Antoni Pikul w 2015 stwierdził, iż Stanisław Piotrowicz wobec niego zachowywał się przyzwoicie (tj. biernie i nie agresywnie), jak na komunistycznego prokuratora, działającego w stanie wojennym, a jego mowa oskarżycielska na rozprawie sądowej bardziej przypominała mowę obrońcy, a w 2016 powiedział, że Stanisław Piotrowicz w jego sprawie palcem nie kiwnął. Także inni byli działacze „Solidarności” z rejonu Krosna wykluczyli jakąkolwiek pomoc ze strony prokuratora Piotrowicza na rzecz opozycjonistów.
W 1984 zwierzchnicy służbowi stwierdzili, że „jest pracownikiem pilnym i zdyscyplinowanym, ambitnym i wydajnym. Powierzone mu obowiązki wykonuje prawidłowo. Poczynione ustalenia wykorzystuje do wszechstronnej działalności profilaktycznej. Wiele uwagi poświęca popularyzacji prawa zwłaszcza w środowiskach młodzieżowych”. Wedle własnej relacji miał współtworzyć związki zawodowe w prokuraturze pod koniec lat 80..
W 1990 został powołany na stanowisko prokuratora rejonowego w Krośnie. W latach 1992–1995 kierował międzyrejonowym działem śledztw w Krośnie, służącemu do prowadzenia najpoważniejszych postępowań na obszarze województwa krośnieńskiego. W 1992 powołano go na stanowisko prokuratora Prokuratury Wojewódzkiej w Rzeszowie. Od 1994 do 2002 zasiadał w Sądzie Dyscyplinarnym dla Prokuratorów przy Prokuraturze Generalnej. Zdobył rozgłos medialny, ogłaszając w 2001 na konferencji prasowej powody umorzenia śledztwa w sprawie molestowania małoletnich przez proboszcza parafii w Tylawie, ks. Michała M.. Sprawę księdza z Tylawy prowadził prokurator Sławomir Merkwa, a Stanisław Piotrowicz był wtedy szefem jednostki i jego zadaniem było nadzorowanie wszystkich prokuratorów. Na konferencji prasowej w 2001, posługiwać się miał uzasadnieniem o umorzeniu śledztwa prokuratora prowadzącego tę sprawę i stanąć w obronie jego ustaleń. W obszernej wypowiedzi dla prasy w listopadzie 2001 Piotrowicz, omawiając umorzenie, stwierdził m.in.: Nie zdecydowałem się na postawienie księdzu zarzutu. Później decyzja o umorzeniu postępowania została uchylona przez prokuratora Prokuratury Okręgowej w Krośnie, a w 2004 duchowny został prawomocnie skazany. Po ujawnieniu w 2015 archiwalnej wypowiedzi telewizyjnej argumentującej umorzenie w 2001 S. Piotrowicz wydał oświadczenie, w którym stwierdził, że rzeczonego postanowienia o umorzeniu nie wydawał, a przypisywane mu wypowiedzi są nieprawdziwe.
W wyborach parlamentarnych w 2005 został wybrany na senatora VI kadencji z ramienia Prawa i Sprawiedliwości w okręgu krośnieńskim. Od 5 czerwca 2007 do 16 listopada 2007 jako bezpartyjny zajmował stanowisko sekretarza stanu w Kancelarii Prezesa Rady Ministrów. Reprezentował też Senat w Krajowej Radzie Sądownictwa.
W wyborach parlamentarnych w 2007 po raz drugi uzyskał mandat senatorski, otrzymując 110 085 głosów. Również z ramienia PiS wystartował do Sejmu w wyborach parlamentarnych w 2011. Uzyskał mandat poselski, otrzymując 12 325 głosów w okręgu wyborczym nr 22. W wyborach do Parlamentu Europejskiego w 2014 startował z listy Prawa i Sprawiedliwości w okręgu nr 9 w Rzeszowie i nie uzyskał mandatu eurodeputowanego, zdobywając 8271 głosów.
W wyborach w 2015 z powodzeniem ubiegał się o poselską reelekcję (ponownie jako bezpartyjny kandydat z listy PiS; otrzymał 15 747 głosów). W Sejmie VIII kadencji odegrał aktywną rolę w wydarzeniach związanych z kryzysem wokół Trybunału Konstytucyjnego, m.in. reprezentował posłów-wnioskodawców w trakcie prac nad dwiema ustawami zmieniającymi ustawę o Trybunale Konstytucyjnym oraz projektów pięciu uchwał o stwierdzeniu „braku mocy prawnej” uchwał w sprawie wyboru sędziów TK przez Sejm VII kadencji. W 2016 został członkiem Prawa i Sprawiedliwości. W wyborach parlamentarnych w 2019 startował z 5. miejsca w okręgu. Zdobył 10 293 głosy (9. wynik) i nie uzyskał poselskiej reelekcji.
W październiku 2019 posłowie Prawa i Sprawiedliwości zgłosili jego kandydaturę na sędziego Trybunału Konstytucyjnego. 21 listopada 2019 został wybrany przez Sejm głosami posłów PiS na stanowisko sędziego Trybunału Konstytucyjnego. W tym samym miesiącu wystąpił z partii. 5 grudnia złożył ślubowanie, rozpoczynając dziewięcioletnią kadencję sędziego Trybunału Konstytucyjnego.
2 stycznia 2020 Sąd Okręgowy w Warszawie uznał, że Stanisław Piotrowicz naruszył dobra osobiste Małgorzaty Gersdorf i Krzysztofa Rączki, nazywając sędziów zwykłymi złodziejami. Sąd nakazał Piotrowiczowi zamieszczenie przeprosin w telewizji TVN w programie Fakty oraz wpłacenie 20 tys. zł na rzecz stowarzyszenia SOS Wioski Dziecięce.
22 października 2020 był w składzie orzekającym Trybunału Konstytucyjnego, w którym TK wydał wyrok o niezgodności z Konstytucją Rzeczypospolitej Polskiej wykonywania aborcji z powodu ciężkiego i nieodwracalnego upośledzenia płodu albo nieuleczalnej choroby zagrażającej jego życiu. Wyrok Trybunału został negatywnie oceniony pod względem proceduralnym i merytorycznym przez zespół ekspertów pod przewodnictwem prof. Marka Chmaja i doprowadził do licznych protestów przeciwko zmianie przepisów aborcyjnych na ogólnokrajową skalę.

## Życie prywatne
Syn Władysława i Marii. Jest żonaty z Marią, ma troje dzieci. Córka Barbara uzyskała uprawnienia adwokackie, a we wrześniu 2016 została powołana bez konkursu przez prokuratora krajowego Bogdana Święczkowskiego na stanowisko prokuratora Prokuratury Rejonowej w Krośnie. Druga córka, Aleksandra, od 2017 jest żoną Piotra Rycerskiego, w latach 2021–2022 dyrektora Biura Ministra Aktywów Państwowych oraz do 2023 szefa gabinetu politycznego Jacka Sasina.
Zamieszkały w Odrzykoniu koło Krosna.
W 1992 był jednym z założycieli krośnieńskiego koła Towarzystwa Pomocy im. św. Brata Alberta. Objął funkcję jego prezesa, a później także prezesa oddziału podkarpackiego towarzystwa, zaś w 1998 zasiadł w zarządzie głównym tej organizacji.

## Odznaczenia
- Brązowy Krzyż Zasługi (1984, za zasługi w pracy zawodowej i działalności społecznej)[4].
- Złoty medal „Pro Ecclesia Premisliensi” (2011, przyznany przez archidiecezję przemyską pod przewodnictwem abp. Józefa Michalika; podkreślono działalność S. Piotrowcza w Towarzystwie Pomocy im. św. Brata Alberta, zaangażowanie w duszpasterstwo i życie parafii, na terenie których mieszkał, głoszenie prelekcji i katechez przedmałżeńskich oraz to, że w pracy zawodowej dbał o prawdę, także w procesach księży, również w latach komunistycznych)[47].
- Wyróżnienie za umiejętne łączenie funkcji społecznych na rzecz najuboższych z aktywną pracą zawodową. Był jednym z laureatów plebiscytu Indywidualności Roku ’94 organizowanego przez „Kurier Podkarpacki”[48][49].